# یووان سوکیچ
یووان سوکیچ (انگلیسی: Jovan Cokić؛ ۱۹ اوت ۱۹۲۷ – ۶ فوریهٔ ۲۰۰۴) بازیکن فوتبال اهل صربستان بود.
از باشگاه‌هایی که در آن بازی کرده‌است می‌توان به باشگاه فوتبال ستاره سرخ بلگراد و باشگاه فوتبال بئوگراد اشاره کرد.
وی همچنین در تیم ملی فوتبال یوگسلاوی بازی کرده‌است.